# Filature Suppès
De N.V. Filature Suppès (J. Suppès & Fils.) was een katoenspinnerij, gelegen aan Nieuwland 32 te Gent.
Deze werd opgericht op 28 november 1907, en was een van de zes spinnerijen die in 1919 opging in de Union Cotonnière.
Van de bedrijfsgebouwen bleef, na de teloorgang van de Gentse katoenindustrie, slechts een gering deel gespaard. Het grootste deel werd afgebroken en is nu een parkeerplaats.